# Arhiepiscopia Bisericii Armene din România
Arhiepiscopia Bisericii Armene din România este o eparhie a Bisericii Apostolice Armene, cu sediul la București, condusă din 2010 de arhiepiscopul Datev Hagopian.
În cadrul eparhiei armene din România funcționează 10 parohii deservite de  4 preoți, 3 diaconi, doi cântăreți, cu 16 biserici și 6 cimitire confesionale. Cele mai importante comunități sunt la București și la Constanța. Celelalte comunități sunt formate din 12‑20 familii.
La recensământul din anul 2002 au fost înregistrați 700 de credincioși armeni. În județul Suceava sunt două mănăstiri ‑ monumente istorice, la  Zamca și Hacigadar.
În Republica Moldova, Biserica Apostolică Armeană, fiind supusă Arhiepiscopiei din România, este reprezentată de o singură parohie, amplasată din orașul Chișinău, care numără peste 100 de credincioși (2014).